# Mesotermia
La "mesotermia" (formada por raíces griegas que significan "cualidad de mantener un temperatura mediana, ni fría ni caliente"), se utiliza para clasificar algunos seres vivos poco comunes cuyo metabolismo posee características intermedias entre los seres ectotérmicos y endotérmicos. Algunos ejemplos son el tiburón blanco, el atún y la tortuga laúd. Estas especies generan calor suficiente para mantener su temperatura corporal más cálida que su entorno, pero no pueden mantener una temperatura constante.

## Hipótesis sobre el metabolismo de los dinosaurios

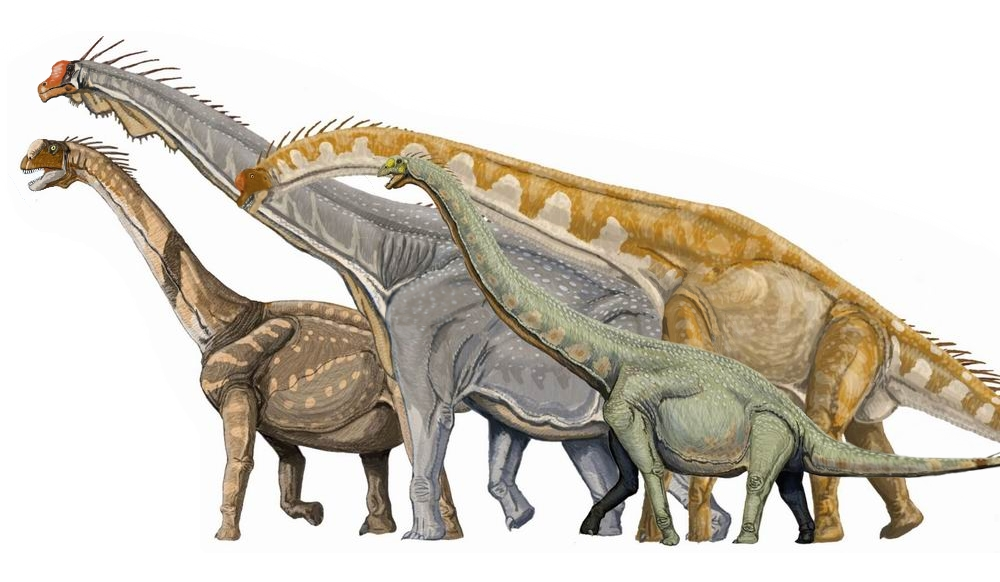
Impresión artística de cuatro saurópodos macronarianos: desde izquierda a derecha Camarasaurus, Brachiosaurus, Giraffatitan, y Euhelopus

Los dinosaurios en un principio al ser clasificados como reptiles, se adjudicaban como seres ectotérmicos (con metabolismos lentos). Sin embargo, un equipo de investigadores de la Universidad de Nuevo México (EE. UU.), utilizando una técnica de análisis metabólico pudo determinar que estos seres extintos no se parecían ni a los mamíferos ni a los reptiles actuales, sino que ocupaban una posición intermedia.
Los huesos de los dinosaurios crecen depositándose en capas, al observar el ritmo del crecimiento óseo se puede determinar la velocidad del metabolismo de estos seres y que tan rápido crecían, el tamaño que alcanzaron desde su nacimiento hasta llegar a la adultez es otro indicativo. El crecimiento de los mamíferos es cerca de 10 veces más rápido que el de los reptiles y su metabolismo es hasta 10 veces más veloz.
Se sugiere entonces que la mesotermia permitió a la mayoría de los dinosaurios moverse, crecer y reproducirse a un ritmo más acelerado que sus contrapartes ectotérmicos, lo que podría explicar cómo lograron permanecer y diversificarse en una gran variedad de especies durante aproximadamente 135 millones de años hasta su extinción al final del período Cretácico.